# Lernecella
Lernecella is een geslacht van rechtvleugeligen uit de familie krekels (Gryllidae). De wetenschappelijke naam van dit geslacht is voor het eerst geldig gepubliceerd in 1928 door Hebard.

## Soorten
Het geslacht Lernecella omvat de volgende soorten:
- Lernecella minuta Desutter-Grandcolas, 1992
- Lernecella trinitatis Hebard, 1928